# Joachim von Brandenstein (General)
Joachim Gottfried Freiherr von Brandenstein (* 4. Mai 1790 in Hohenluckow; † 13. Februar 1857 in Hyères, Frankreich) war ein preußischer Generalmajor. Nach seiner Pensionierung wurde er zum Chef des Hauptgestüts. Zudem war er mecklenburgisch-schwerinischer Kammerherr sowie Herr auf Niendorf in Mecklenburg-Schwerin.

## Leben

### Herkunft
Joachim entstammte der alten thüringischen Familie von Brandenstein. Seine Eltern waren August Georg von Brandenstein (1755–1836) und dessen Ehefrau Karoline Ulrike Sophie, geborene von Bassewitz (1765–1827). Sein Vater war Ministerpräsident in mecklenburgisch-schwerinischen Diensten und Geheimer Rat sowie Herr auf Raguth, Döbbersen und Ganzow.

### Werdegang
Brandenstein bekam seine schulische Bildung in Weimar, ging danach in württembergische Dienste und wurde am 16. Oktober 1806 Kornett im Garde du Corps. Dort wurde er am 14. März 1807 zum Seconde-Lieutenant befördert. Im Fünften Koalitionskrieg kämpfte er in der Schlacht bei Wagram – wo er den Orden der Ehrenlegion erwarb – sowie in den Gefechten bei Arendsberg, Landshut, Eckmühl, Regensburg und Linz. Am 6. Juni 1809 kam er als Premierleutnant in das Jägerregiment zu Pferd, am 24. Juli 1809 war er beim Garde-Regiment zu Pferd. Dort avancierte er bis Mitte Januar 1813 zum Major.
Während der Befreiungskriege kämpfte Brandenstein in den Schlachten bei Großgörschen, Bautzen und an der Katzbach sowie im Gefecht bei Bunzlau. Am 16. Oktober 1813 schied er aus württembergischen Diensten aus und kam als persönlicher Adjutant zum Herzog Karl August von Weimar. Im Feldzug von 1814 gegen Frankreich kam er in den Stab des russischen Oberst von Geismar. Brandenstein kämpfte in diesem Feldzug bei den Belagerungen von Montmedy und Longwy sowie in der Schlacht bei Laon. Im Gefecht von Mont Cassel erwarb er den Orden des Heiligen Wladimir IV. Klasse. Ferner kämpfte er bei Doullens und Montdidier. Im Jahr 1815 kam er als Adjutant zu Karl II., Großherzog von Mecklenburg-Strelitz.
Am 17. Februar 1816 wechselte er in preußische Dienste, kam zunächst als Major in die Adjutantur und wurde dem 3. Kürassier-Regiment aggregiert. Am 15. Januar 1818 bekam er den Orden Pour le Mérite für seine Leistungen im Feldzug 1814/15, insbesondere für einen Streifzug in Nordfrankreich. Am 5. März 1821 wurde er als etatmäßiger Stabsoffizier in das 2. Kürassier-Regiment versetzt und am 30. März 1827 kam er als Adjutant zum Generalkommando des II. Armee-Korps. Dort wurde er am 30. März 1830 Oberstleutnant und am 4. September 1830 mit der Führung des 6. Kürassier-Regiments beauftragt. Am 6. Januar 1831 wurde er dem Regiment aggregiert und am 10. Februar 1832 zum Kommandeur ernannt. In dieser Stellung erhielt Brandenstein am 7. Oktober 1832 den Orden der Heiligen Anna II. Klasse mit Brillanten und stieg am 30. März 1833 zum Oberst auf. Am 26. November 1834 erhielt er den Orden des Heiligen Wladimir III. Klasse und anlässlich des Ordensfestes 1835 den Roten Adlerorden III. Klasse mit Schleife. Für seine Teilnahme an der Revue von Kalisch wurde ihm im gleichen Jahr der Sankt-Stanislaus-Orden II. Klasse verliehen. Am 7. März 1836 erhielt er seinen Abschied als Generalmajor mit Pension.
Aufgrund seiner Pferdekenntnisse war Brandenstein weiter gefragt. So wurde er am 1. November 1841 preußischer Oberstallmeister und Chef des Hauptgestüts. Am 26. September 1843 bekam er den Orden der Heiligen Anna I. Klasse und im Jahr 1847 auch noch das Prädikat Exzellenz. Er starb am 13. Februar 1857 in Hyères in Frankreich.

### Familie
Brandenstein heiratete am 9. Juni 1826 in Meyenburg (Mecklenburg-Schwerin) Friederike Hedwig Luise Gräfin von Bernstorff (1802–1859), eine Tochter von Ernst von Bernstorff auf Wedendorf. Aus der Ehe ging die Tochter Ernestine Auguste Amerika (1827–1842) hervor.